# Elezioni regionali in Francia del 2010

Regioni della Francia

Appartenenza politica delle regioni francesi dopo le elezioni del 2010. - PS (rosa): Partito Socialista - UMP (blu): Unione per un Movimento Popolare - DVG (viola): Altri di Sinistra (fuori dai partiti).

Le elezioni regionali in Francia del 2010 si sono tenute il 14 e il 21 marzo per il rinnovo degli organi istituzionali di tutte le 26 regioni (22 della Francia metropolitana, è 4 d'oltremare).
Il PS e i suoi alleati di sinistra, prima delle elezioni controllavano tutte le regioni tranne l'Alsazia e la Corsica, governate dall'UMP. Le elezioni del 2010 sono state un grande successo per il PS e per gli alleati, che ora controllano 21 su 22 regioni della Francia metropolitana.
Le precedenti elezioni regionali del 2004 si erano concluse con un clamoroso trionfo per i partiti dell'opposizione della sinistra, guidata dal Partito Socialista Francese (PS) in alleanza con partiti minori, tra cui il Partito Comunista Francese (PCF), il Partito Radicale di Sinistra (PRG), ed i Verdi (Les Verts). La sinistra ottenne il controllo di 20 delle 22 regioni della Francia metropolitana, sconfiggendo i partiti di destra, l'Unione per un Movimento Popolare (UMP) e l'Unione per la Democrazia Francese (UDF), oltre al partito di estrema destra Fronte Nazionale (FN). I risultati furono visti come una grande sconfitta per l'allora Presidente francese Jacques Chirac, e per il Primo Ministro Jean-Pierre Raffarin.

## Situazione
Come detto, dopo le elezioni del 2004, in cui si assistette ad una storica vittoria della sinistra, guidata dal PS, solo l'Alsazia e la Corsica sono ancora governate dall'UMP. La sinistra migliorò molto la sua posizione a livello nazionale nel 2007 (elezioni presidenziali e legislative), ma anche nelle municipali e alle cantonali del 2008. Nella Francia metropolitana, tutti i Presidenti di sinistra in carica hanno concorso per un secondo mandato in un'elezione che in generale favorisce le persone già in carica, e che serve come critica anti-governativa. La sinistra è rimasta però divisa tra il PS e Europa Ecologia, che aveva ottenuto risultati molto buoni alle europee del 2009.
La destra, e in particolare l'UMP e i suoi alleati, uscirono vittoriosi dalle elezioni presidenziali e legislative del 2007, oltre che dalle europee del 2009. La destra è favorita dalla sua unità, per la sua nuova alleanza con il Movimento per la Francia di Philippe de Villiers e Caccia, Pesca, Natura e Tradizioni di Frédéric Nihous. Nonostante questa unità, però, alla destra è mancata una grande riserva di voti nell'eventualità di un secondo turno, in cui ha contato solo su un sostegno parziale da parte dei centristi del Movimento Democratico e dal Fronte Nazionale. Inoltre, la crescente impopolarità del Presidente Nicolas Sarkozy ha danneggiato la destra in un'elezione in cui i votanti tendono a sanzionare il governo in carica a Parigi.
L'estrema destra, dal canto suo, era indebolita dai recenti fallimenti elettorali.

## Sistema elettorale
Vige un sistema elettorale maggioritario plurinominale su due turni.
Al primo turno serve la maggioranza assoluta per vincere. Se ciò accade, ai vincitori vengono assegnati in blocco un quarto dei seggi (in Corsica un sesto), mentre i restanti tre quarti vengono suddivisi proporzionalmente fra tutte le liste, compresa la vincitrice, che abbiano ottenuto almeno il 5%. Determinati i seggi di ogni lista, essi vengono proporzionalmente suddivisi fra le liste provinciali bloccate dei candidati di ciascuna lista.
Se nessuno ottiene la maggioranza assoluta, si passa al secondo turno. Sono qualificate tutte le liste che hanno superato il 10% (in Corsica il limite è al 7%). Le liste al di sotto del 5% sono definitivamente eliminate. Le liste fra il 5% e il 10% hanno tre giorni per trovare un accordo con una lista qualificatasi e fondersi inserendo in essa i propri candidati: se ciò non accade, anch'esse sono eliminate. Determinate le liste definitive in corsa al secondo turno, i risultati del primo turno sono annullati.
Al secondo turno serve la maggioranza relativa per vincere. Ai vincitori vengono assegnati in blocco un quarto dei seggi (in Corsica un sesto), mentre i restanti tre quarti vengono suddivisi proporzionalmente fra tutte le liste, compresa la vincitrice, che abbiano ottenuto almeno il 5%. Determinati i seggi di ogni lista, essi vengono proporzionalmente suddivisi fra le liste provinciali bloccate dei candidati di ciascuna lista.

## I principali partiti politici e le strategie

### Sinistra
La sinistra del Partito Socialista Francese (PS) è divisa sulla strategia elettorale. Da un lato, l'estrema sinistra ed il Nuovo Partito Anticapitalista (NPA) rifiutano di partecipare ad un esecutivo diretto dal PS; il Partito Comunista Francese (PCF), invece, desidera continuare la sua partecipazione in diversi esecutivi guidati dal PS.
Il PCF ha infine deciso di continuare il Fronte di Sinistra insieme al Partito di Sinistra (PG), provato alle europee del 2009. Queste liste sarebbero indipendenti al primo turno, ma sosterrebbero (o si unirebbero) una lista guidata dai socialisti al ballottaggio, a condizione che il MoDem centrista non faccia lo stesso. La decisione finale sulla questione fu poi trasferita ai membri regionali del partito. In 17 delle 22 regioni, i membri approvarono la decisione di un Fronte di Sinistra espanso; in cinque regioni, però, i membri del PCF optarono per un'alleanza al primo turno con il PS: queste regioni sono la Borgogna, Champagne-Ardenne, Lorena, Bassa Normandia e Bretagna. In queste regioni, tuttavia, i comunisti dissidenti si sono uniti al NPA e al PG per creare liste indipendenti al primo turno.
I membri del NPA votarono sulla strategia di partito nel mese di dicembre, e la strategia di indipendenza della maggioranza ricevette il sostegno solo del 36,3% dei membri, con il 31,5% che fu favorevole a continuare le trattative con il PCF e PG per raggiungere un accordo, mentre il 28,5% rifiutò ogni trattativa con il PG. Infine, l'esecutivo del NPA optò per sostenere liste indipendenti della "sinistra della sinistra" in tutte le regioni al primo turno, e acconsentì alla "fusione tecnica" con altre liste di sinistra ai ballottaggi, senza partecipare agli esecutivi regionali. In 11 regioni, l'NPA si è presentato da solo, anche contro la lista del Fronte della Sinistra; tuttavia, in tre regioni - Linguadoca-Rossiglione, Limosino e Paesi della Loira - l'NPA ha sostenuto la lista del Fronte della Sinistra al primo turno. Infine, in tre delle cinque regioni (ad eccezione di Bretagna e Lorena) in cui il PCF ha sostenuto il PS dal primo turno, ha formato liste con il sostegno del PG.
Contrariamente al 2004, quando aveva corso con liste comuni insieme alla Lega Comunista Rivoluzionaria (LCR), nel 2010 Lotta Operaia va alle elezioni con liste indipendenti in tutte le regioni.
Il Partito Socialista non è stato in grado di riunire la sinistra al primo turno, come nel 2004. Il PS ha ricevuto sostegno da ecologisti dissidenti, ma anche da parte del Partito Comunista in quattro regioni, ma non il sostegno dell'alleato del PCF, il PG). I socialisti possono contare sul sostegno del Partito Radicale di Sinistra in tutte le regioni, tranne la Bretagna. In Poitou-Charentes, Ségolène Royal ha integrato cinque candidati del MoDem nelle sue liste.
Tutti i presidenti in carica, eccetto il controverso Georges Frêche (già espulso dal partito nel 2005), si sono ripresentati alle elezioni. Il PS, con Hélène Mandroux, si opporrà a Georges Frêche in Linguadoca-Rossiglione.

### Ecologisti
Forti del risultato eccellente alle elezioni europee del 2009, la coalizione di Europa Ecologia si è di nuovo stretta intorno ai Verdi ed ai partiti e movimenti associati. Europa Ecologia correrà nelle elezioni con liste indipendenti in tutte le regioni, con l'intenzione di sostenere la sinistra nei ballottaggi. Tuttavia, l'obiettivo ultimo del partito sarebbe di strappare il controllo di una grande regione, come Ile-de-France, dal PS. I candidati della coalizione comprendono il ricercatore Philippe Meirieu, il magistrato Laurence Vichnievsky, l'attivista rurale François Dufour e Augustin Legrand, dell'associazione per senzatetto Les Enfants de Don Quichotte. Inoltre, EE può contare sul supporto del movimento Cap21, in precedenza vicino al MoDem.
L'Alleanza Ecologista Indipendente (AEI), dopo aver ottenuto il 3,6% dei voti alle europee, partecipa da sola alle elezioni in 10 regioni. L'AEI ha siglato accordi elettorali con Europa Ecologia in Alsazia e Midi-Pirenei, con MoDem in Alvernia, Franca Contea, Paesi della Loira e Poitou-Charentes.

### MoDem
Pur avendo conseguito un pessimo risultato alle Europee, il movimento moderato di François Bayrou si è presentato autonomamente in tutte le regioni, ed andrà al ballottaggio in Aquitania.

### UMP
Il partito del presidente Sarkozy è riuscito ad aggregare a sé alcuni piccoli alleati, e si presenta in tutte le regioni. Tra i candidati anche diversi membri di governo.
Due candidature in seno al centro destra sono state concesse al Nuovo Centro in Borgogna e Nord-Pas-de-Calais

### Destra estrema
Il Fronte Nazionale si presenta in tutte le regioni. In particolare, Jean-Marie Le Pen si candida in Provenza-Alpi-Costa Azzurra, la figlia Marine in Nord-Pas-de-Calais. Esiste tuttavia un buon numero di liste dissidenti.

## Risultati del primo turno
Il primo turno di voto è stato contrassegnato da un astensionismo record, che ha eccezionalmente superato il tasso di partecipazione (53% di astenuti contro il 47% dei votanti).
L'astensione ha colpito duramente l'UMP, che haraccolto solo il 27% delle preferenze, contro il 30% dei socialisti. Terzo partito sono stati gli ecologisti al 13%, mentre è risorto il Fronte Nazionale ha ottenuto il 12%. I comunisti hanno raccolto il 6%, mentre molto grave è stato l'insuccesso del MoDem di Bayrou bloccato al 4%.
Non essendosi raggiunta la maggioranza assoluta in nessuna regione, è stato previsto il ritorno integrale al voto per domenica 21 marzo per il secondo turno, dove hanno avuto accesso i candidati con almeno il 10% delle preferenze. Le sfide sono state le seguenti:
- 7 triangolari fra socialisti, UMP e FN
- 6 triangolari fra socialisti, UMP ed ecologisti
- 1 triangolare fra socialisti, UMP e comunisti (Limousin)
- 1 triangolare fra socialisti, UMP e MoDem (Aquitania)
- 4 quadrangolari fra socialisti, UMP, FN ed ecologisti
- 1 quadrangolare fra socialisti, UMP, ecologisti e comunisti (Alvernia)
- 1 pentagonale fra socialisti, UMP, FN, ecologisti e comunisti (Nord-Pas-de-Calais)
- una sfida a sei in Corsica, dove la legge elettorale subisce particolari modifiche con uno sbarramento più moderato

Nel secondo turno si è decisa anche la suddivisione dei seggi nei consigli regionali: secondo la legge elettorale francese, in tutte le regioni in cui si passa al secondo turno, i risultati del primo turno sono annullati, rilevando essi ai soli fini dello sbarramento, e tutte le liste non qualificate per il secondo turno sono escluse dai consigli a meno che non vengano accettate in apparentamento da liste qualificatesi.

## Apparentamenti
La sinistra ha optato per una politica di fronte comune contro la destra. Il risultato è stato la fusione di quasi tutte le liste progressiste in una lista chiamata Union de la gauche, Unione della sinistra.
Il quadro definitivo delle sfide del secondo turno si è dunque semplificato in questo senso:
- 12 triangolari fra progressisti, UMP e FN
- 6 duelli fra progressisti ed UMP
- 1 triangolare fra socialisti, UMP ed ecologisti (Bretagna)
- 1 triangolare fra socialisti, UMP e comunisti (Limousin)
- 1 triangolare fra progressisti, UMP e MoDem (Aquitania)
- una sfida a quattro in Corsica fra progressisti, UMP, autonomisti e secessionisti

## Risultati del secondo turno
Il secondo turno ha visto un lieve rialzo della partecipazione (51% contro il 49% di astensionismo).
I risultati hanno decretato il trionfo delle sinistre, che hanno raccolto il 54% dei voti. L'UMP si è bloccata al 36%, mentre il Front National è sceso al 9%.
La sinistra ha trionfato in tutte le sfide tranne l'Alsazia. Passa a sinistra anche la Corsica, anche se i progressisti mancano la maggioranza assoluta (24 seggi su 51) e dovranno cercare i due voti mancanti fra i nazionalisti corsi di Femu a Corsica o di Corsica Libera.
Per quanto riguarda le regioni d'Oltremare, l'esito è stato più equilibrato, con Réunion e Guyana francese alla destra, Guadalupa  e Martinica alla sinistra .

## Risultati per regione
Accedono al secondo turno solo i partiti che al primo turno abbiano ottenuto almeno il 10% dei voti.
Francia metropolitana
Alsazia
| Candidati              | Liste                             | I turno   | I turno | II turno  | II turno | Seggi |
| Candidati              | Liste                             | Voti      | %       | Voti      | %        | Seggi |
| ---------------------- | --------------------------------- | --------- | ------- | --------- | -------- | ----- |
| Philippe Richert*      | Maggioranza presidenziale         | 181.705   | 34,94   | 284.576   | 46,16    | 28    |
| Jacques Bigot          | PS - PRG - MRC                    | 98.629    | 18,97   | 242.113   | 39,27    | 14    |
| Jacques Fernique       | EÉ - Verdi - AEI - Cap21          | 81.117    | 15,60   | 242.113   | 39,27    | 14    |
| Patrick Binder         | FN                                | 70.173    | 13,49   | 89.832    | 14,57    | 5     |
| Jacques Cordonnier     | Alsace d'abord - BI               | 25.906    | 4,98    |           |          |       |
| Yann Wehrling          | MoDem                             | 23.073    | 4,44    |           |          |       |
| Jean-Yves Causer       | FG - Les Alternatifs - PCOF - DVG | 9.712     | 1,87    |           |          |       |
| Yvan Zimmermann        | NPA                               | 8.550     | 1,64    |           |          |       |
| Manuel Santiago        | Écologie Solidaire                | 8.376     | 1,61    |           |          |       |
| Patrick Striby         | DVD - aC                          | 8.303     | 1,60    |           |          |       |
| Julien Wostyn          | LO                                | 4.481     | 0,86    |           |          |       |
| Totale                 | Totale                            | 520.025   |         | 616.521   |          | 47    |
| Schede bianche e nulle | Schede bianche e nulle            | 21.503    | 3,97    | 21.588    | 3,38     |       |
| Votanti                | Votanti                           | 541.528   | 43,36   | 638.109   | 51,09    |       |
| Astensione             | Astensione                        | 707.359   | 56,64   | 610.783   | 48,91    |       |
| Iscritti               | Iscritti                          | 1.248.887 |         | 1.248.892 |          |       |

- Lista del Presidente uscente

Aquitania
| Candidati                | Liste                     | I turno   | I turno | II turno  | II turno | Seggi |
| Candidati                | Liste                     | Voti      | %       | Voti      | %        | Seggi |
| ------------------------ | ------------------------- | --------- | ------- | --------- | -------- | ----- |
| Alain Rousset*           | PS e alleati              | 406.871   | 37,63   | 643.764   | 56,34    | 58    |
| Monique De Marco         | EÉ- Verdi - PO - EA       | 105.405   | 9,75    | 643.764   | 56,34    | 58    |
| Gérard Boulanger         | FG - M'PEP                | 64.370    | 5,95    | 643.764   | 56,34    | 58    |
| Xavier Darcos            | Maggioranza presidenziale | 238.367   | 22,05   | 320.102   | 28,01    | 17    |
| Jean Lassalle            | MoDem                     | 112.737   | 10,43   | 178.852   | 15,65    | 10    |
| Jacques Colombier        | FN                        | 89.378    | 8,27    |           |          |       |
| Philippe Poutou          | NPA                       | 27.290    | 2,52    |           |          |       |
| Michel Chrétien          | AEI                       | 20.952    | 1,94    |           |          |       |
| Nelly Malaty             | LO                        | 8.519     | 0,79    |           |          |       |
| Jean Tellechea           | REG (Euskadi Europan)     | 7.086     | 0,66    |           |          |       |
| Xavier-Philippe Larralde | REG (EHB)                 | 221       | 0,02    |           |          |       |
| Totale                   | Totale                    | 1.081.196 |         | 1.142.718 |          | 85    |
| Schede bianche e nulle   | Schede bianche e nulle    | 48.891    | 4,33    | 64.372    | 5,33     |       |
| Votanti                  | Votanti                   | 1.130.087 | 49,56   | 1.207.090 | 52,94    |       |
| Astensione               | Astensione                | 1.150.299 | 50,44   | 1.073.013 | 47,06    |       |
| Iscritti                 | Iscritti                  | 2.280.386 |         | 2.280.103 |          |       |

- Lista del Presidente uscente

Alvernia
| Candidati              | Liste                     | I turno | I turno | II turno | II turno | Seggi |
| Candidati              | Liste                     | Voti    | %       | Voti     | %        | Seggi |
| ---------------------- | ------------------------- | ------- | ------- | -------- | -------- | ----- |
| Alain Marleix          | Maggioranza presidenziale | 137.232 | 28,72   | 206.640  | 40,32    | 14    |
| René Souchon*          | PS - PRG - MRC            | 133.925 | 28,02   | 305.815  | 59,68    | 33    |
| André Chassaigne       | FG - M'PEP                | 68.146  | 14,26   | 305.815  | 59,68    | 33    |
| Christian Bouchardy    | EÉ                        | 51.106  | 10,69   | 305.815  | 59,68    | 33    |
| Érik Faurot            | FN                        | 40.106  | 8,39    |          |          |       |
| Michel Fanget          | MoDem - AEI               | 21.523  | 4,50    |          |          |       |
| Alain Laffont          | NPA - FASE - AdOC         | 20.033  | 4,19    |          |          |       |
| Marie Savre            | LO                        | 5.835   | 1,22    |          |          |       |
| Totale                 | Totale                    | 477.896 |         | 512.455  |          | 47    |
| Schede bianche e nulle | Schede bianche e nulle    | 22.206  | 4,44    | 33.099   | 6,07     |       |
| Votanti                | Votanti                   | 500.027 | 50,30   | 545.554  | 54,88    |       |
| Astensione             | Astensione                | 494.058 | 49,70   | 448.495  | 45,12    |       |
| Iscritti               | Iscritti                  | 994.160 |         | 994.049  |          |       |

- Lista del Presidente uscente

 Borgogna 
| Candidati              | Liste                                                              | I turno   | I turno | II turno  | II turno | Seggi |
| Candidati              | Liste                                                              | Voti      | %       | Voti      | %        | Seggi |
| ---------------------- | ------------------------------------------------------------------ | --------- | ------- | --------- | -------- | ----- |
| François Patriat*      | PS - PCF - PRG                                                     | 187.345   | 36,31   | 305.214   | 52,65    | 37    |
| Philippe Hervieu       | EÉ                                                                 | 50.758    | 9,84    | 305.214   | 52,65    | 37    |
| François Sauvadet      | Maggioranza presidenziale                                          | 148.783   | 28,83   | 194.338   | 33,53    | 14    |
| Édouard Ferrand        | FN                                                                 | 62.150    | 12,04   | 80.112    | 13,82    | 6     |
| Sylvie Faye Pastor     | NPA - PG - PCF (dissidenti)- Les Alternatifs - FASE - M'PEP - AdOC | 22.290    | 4,32    |           |          |       |
| François Deseille      | MoDem                                                              | 19.458    | 3,77    |           |          |       |
| Julien Gonzalez        | AEI                                                                | 10.531    | 2,04    |           |          |       |
| Claire Rocher          | LO                                                                 | 8.062     | 1,56    |           |          |       |
| Joël Mekhantar         | MRC - PRG (dissidenti) - PS (dissidenti)                           | 6.641     | 1,29    |           |          |       |
| Totale                 | Totale                                                             | 516.018   |         | 579.664   |          | 57    |
| Schede bianche e nulle | Schede bianche e nulle                                             | 22.847    | 4,24    | 25.696    | 4,24     |       |
| Votanti                | Votanti                                                            | 538.865   | 46,23   | 605.360   | 51,70    |       |
| Astensione             | Astensione                                                         | 626.846   | 53,77   | 565.589   | 48,30    |       |
| Iscritti               | Iscritti                                                           | 1.165.711 |         | 1.170.949 |          |       |

- Lista del Presidente uscente

Bretagna
| Candidati              | Liste                                | I turno   | I turno | II turno  | II turno | Seggi |
| Candidati              | Liste                                | Voti      | %       | Voti      | %        | Seggi |
| ---------------------- | ------------------------------------ | --------- | ------- | --------- | -------- | ----- |
| Jean-Yves Le Drian*    | PS - PCF e alleati                   | 408.551   | 37,19   | 600.260   | 50,27    | 52    |
| Bernadette Malgorn     | Maggioranza presidenziale            | 260.731   | 23,73   | 386.394   | 32,36    | 20    |
| Guy Hascoët            | EÉ (Verdi - UDB)                     | 134.161   | 12,21   | 207.435   | 17,37    | 11    |
| Jean-Paul Félix        | FN                                   | 67.895    | 6,18    |           |          |       |
| Bruno Joncour          | MoDem                                | 58.847    | 5,36    |           |          |       |
| Christian Troadec      | REG (PB - AEI)                       | 47.109    | 4,29    |           |          |       |
| Gérard Perron          | Dissidenti del PCF - PG - FASE - DVG | 38.556    | 3,51    |           |          |       |
| Charles Laot           | altri                                | 29.021    | 2,64    |           |          |       |
| Laurence de Bouard     | NPA - AdOC - MPG                     | 27.417    | 2,50    |           |          |       |
| Valérie Hamon          | LO                                   | 16.080    | 1,46    |           |          |       |
| Alexandre Noury        | S&P                                  | 10.185    | 0,93    |           |          |       |
| Totale                 | Totale                               | 1.098.553 |         | 1.194.089 |          | 83    |
| Schede bianche e nulle | Schede bianche e nulle               |           | 3,56    | 48.898    | 3,93     |       |
| Votanti                | Votanti                              | 1.139.846 | 48,83   | 1.242.987 | 53,28    |       |
| Astensione             | Astensione                           | 1.193.846 | 51,17   | 1.090.068 | 46,72    |       |
| Iscritti               | Iscritti                             | 2.332.894 |         | 2.333.055 |          |       |

- Lista del Presidente uscente

Centro
| Candidati              | Liste                       | I turno   | I turno | II turno  | II turno | Seggi |
| Candidati              | Liste                       | Voti      | %       | Voti      | %        | Seggi |
| ---------------------- | --------------------------- | --------- | ------- | --------- | -------- | ----- |
| Hervé Novelli          | Maggioranza presidenziale   | 227.392   | 29,02   | 323.178   | 36,46    | 21    |
| François Bonneau*      | PS e alleati                | 221.168   | 28,22   | 443.310   | 50,01    | 49    |
| Jean Delavergne        | EÉ                          | 91.365    | 11,66   | 443.310   | 50,01    | 49    |
| Marie-France Beaufils  | FG - Les Alternatifs - PCOF | 59.034    | 7,53    | 443.310   | 50,01    | 49    |
| Philippe Loiseau       | FN                          | 87.872    | 11,21   | 120.001   | 13,54    | 7     |
| Marc Fesneau           | MoDem                       | 39.803    | 5,08    |           |          |       |
| Jean Verdon            | PDF                         | 27.844    | 3,55    |           |          |       |
| Michel Lasserre        | NPA                         | 20.338    | 2,60    |           |          |       |
| Farida Megdoud         | LO                          | 8.837     | 1,13    |           |          |       |
| Totale                 | Totale                      | 783.653   |         | 886.489   |          | 77    |
| Schede bianche e nulle | Schede bianche e nulle      | 42.345    | 5,13    | 43.285    | 4,66     |       |
| Votanti                | Votanti                     | 826.998   | 46,41   | 929.774   | 52,25    |       |
| Astensione             | Astensione                  | 953.662   | 53,59   | 849.639   | 47,75    |       |
| Iscritti               | Iscritti                    | 1.779.660 |         | 1.779.413 |          |       |

- Lista del Presidente uscente

Champagne-Ardenne
| Candidati                | Liste                      | I turno | I turno | II turno | II turno | Seggi |
| Candidati                | Liste                      | Voti    | %       | Voti     | %        | Seggi |
| ------------------------ | -------------------------- | ------- | ------- | -------- | -------- | ----- |
| Jean-Luc Warsmann        | Maggioranza presidenziale  | 120.468 | 31,77   | 165.213  | 38,49    | 14    |
| Jean-Paul Bachy*         | PS e alleati - PCF         | 117.588 | 31,01   | 190.207  | 44,31    | 29    |
| Éric Loiselet            | EÉ                         | 32 163  | 8,48    | 190.207  | 44,31    | 29    |
| Bruno Subtil             | FN                         | 60.264  | 15,89   | 73.801   | 17,19    | 6     |
| Anthony Smith            | NPA - PG - Les Alternatifs | 18.448  | 4,87    |          |          |       |
| Marie Grafteaux-Paillard | MoDem                      | 16.472  | 4,34    |          |          |       |
| Ghislain Wysocinski      | AEI                        | 7.527   | 1,99    |          |          |       |
| Thomas Rose              | LO                         | 6.245   | 1,65    |          |          |       |
| Totale                   | Totale                     | 379.175 |         | 429.221  |          | 34    |
| Schede bianche e nulle   | Schede bianche e nulle     | 15.595  | 3,95    | 20.097   | 2,19     |       |
| Votanti                  | Votanti                    | 394.770 | 43,02   | 449.318  | 48,95    |       |
| Astensione               | Astensione                 | 522.978 | 56,98   | 468.540  | 51,05    |       |
| Iscritti                 | Iscritti                   | 917.748 |         | 917.858  | 100      |       |

- Lista del Presidente uscente

Corsica
| Candidati                | Liste                        | I turno | I turno | II turno | II turno | Seggi |
| Candidati                | Liste                        | Voti    | %       | Voti     | %        | Seggi |
| ------------------------ | ---------------------------- | ------- | ------- | -------- | -------- | ----- |
| Camille de Rocca Serra*  | Maggioranza presidenziale    | 27.903  | 21,34   | 39.757   | 27,65    | 12    |
| Gilles Simeoni           | Nazionalisti (Insieme - PNC) | 24.057  | 18,40   | 37.224   | 25,89    | 11    |
| Paul Giacobbi            | Dissidenti del PRG - PS      | 20.242  | 15,48   | 52.661   | 36,62    | 24    |
| Dominique Bucchini       | FG                           | 13.107  | 10,02   | 52.661   | 36,62    | 24    |
| Émile Zuccarelli         | PRG                          | 10.523  | 8,05    | 52.661   | 36,62    | 24    |
| Simon Renucci            | CSD                          | 8.688   | 6,64    | 52.661   | 36,62    | 24    |
| Jean-Guy Talamoni        | Nazionalisti (CL)            | 12.236  | 9,36    | 14.159   | 9,85     | 4     |
| Jean Toma                | MoDem**                      | 5.554   | 4,25    |          |          |       |
| Antoine Cardi            | FN                           | 5.438   | 4,16    |          |          |       |
| Jean-François Baccarelli | AEI                          | 2.428   | 1,86    |          |          |       |
| Jean-François Battini    | Divers droite                | 599     | 0,46    |          |          |       |
| Totale                   | Totale                       | 130.775 |         | 143.801  |          | 51    |
| Schede bianche e nulle   | Schede bianche e nulle       | 2.286   | 1,72    | 3.405    | 2,31     |       |
| Votanti                  | Votanti                      | 133.061 | 62,39   | 147.206  | 69,01    |       |
| Astensione               | Astensione                   | 80.221  | 37,61   | 66.106   | 30,99    |       |
| Iscritti                 | Iscritti                     | 213.282 |         | 213.312  |          |       |

- Lista del Presidente uscente
  - Jean Toma ha precisato che la propria lista «è una lista centrista sostenuta dal MoDem» e che « non esiste alcuna lista MoDem depositata in prefettura[7] ».

Franca Contea
| Candidati              | Liste                     | I turno | I turno | II turno | II turno | Seggi |
| Candidati              | Liste                     | Voti    | %       | Voti     | %        | Seggi |
| ---------------------- | ------------------------- | ------- | ------- | -------- | -------- | ----- |
| Alain Joyandet         | Maggioranza presidenziale | 128.225 | 32,13   | 173.505  | 38,35    | 12    |
| Marie-Guite Dufay*     | PS-MRC-PRG-DVG            | 119.160 | 29,86   | 214.582  | 47,43    | 27    |
| Alain Fousseret        | Europa Ecologia           | 37.333  | 9,36    | 214.582  | 47,43    | 27    |
| Sophie Montel          | FN                        | 52.440  | 13,14   | 64.370   | 14,23    | 4     |
| Evelyne Ternant        | Fronte di Sinistra        | 16.172  | 4,05    |          |          |       |
| Christophe Grudler     | MoDem-AEI                 | 14.036  | 3,52    |          |          |       |
| Laurence Lyonnais      | NPA                       | 13.087  | 3,28    |          |          |       |
| Christophe Devillers   | PDF-MNR                   | 9.820   | 2,46    |          |          |       |
| Claude Buchot          | Écologie solidaire        | 4.471   | 1,12    |          |          |       |
| Michel Treppo          | LO                        | 4.314   | 1,08    |          |          |       |
| Totale                 | Totale                    | 399.058 |         | 452.457  |          | 43    |
| Schede bianche e nulle | Schede bianche e nulle    | 15.820  | 1,95    | 17.661   | 2,18     |       |
| Votanti                | Votanti                   | 414.878 | 51,13   | 470.118  | 57,95    |       |
| Astensione             | Astensione                | 396.509 | 48,87   | 341.194  | 42,05    |       |
| Iscritti               | Iscritti                  | 811.387 |         | 811.312  |          |       |

- Lista del Presidente uscente

Île-de-France
| Candidati               | Liste                             | I turno   | I turno | II turno  | II turno | Seggi |
| Candidati               | Liste                             | Voti      | %       | Voti      | %        | Seggi |
| ----------------------- | --------------------------------- | --------- | ------- | --------- | -------- | ----- |
| Valérie Pécresse        | Maggioranza presidenziale         | 802.123   | 27,76   | 1.314.580 | 43,31    | 67    |
| Jean-Paul Huchon*       | PS, PRG, MRC                      | 729.898   | 25,26   | 1.720.644 | 56,69    | 142   |
| Cécile Duflot           | Europa Ecologia - Verdi, Cap21    | 479.047   | 16,58   | 1.720.644 | 56,69    | 142   |
| Pierre Laurent          | FG - Les Alternatifs - PCOF - DVG | 189.193   | 6,55    | 1.720.644 | 56,69    | 142   |
| Marie-Christine Arnautu | FN                                | 268.317   | 9,29    |           |          |       |
| Nicolas Dupont-Aignan   | DLR - CNI                         | 119 844   | 4,15    |           |          |       |
| Alain Dolium            | MoDem - GÉ                        | 114.983   | 3,98    |           |          |       |
| Olivier Besancenot      | NPA                               | 90.319    | 3,13    |           |          |       |
| Jean-Marc Governatori   | AEI                               | 40.405    | 1,40    |           |          |       |
| Axel de Boer            | Lista Cristiana                   | 24.663    | 0,85    |           |          |       |
| Jean-Pierre Mercier     | LO                                | 18.286    | 0,63    |           |          |       |
| Almamy Kanoute          | Emergenza                         | 12.242    | 0,42    |           |          |       |
| Totale                  | Totale                            | 2.889.320 |         | 3.035.224 |          | 209   |
| Schede bianche e nulle  | Schede bianche e nulle            | 72.878    | 2,46    | 153.093   | 4,80     |       |
| Votanti                 | Votanti                           | 2.962.198 | 43,79   | 3.188.317 | 47,14    |       |
| Astensione              | Astensione                        | 3.801.907 | 56,21   | 3.575.691 | 52,86    |       |
| Iscritti                | Iscritti                          | 6.764.105 |         | 6.764.008 |          |       |

- Lista del Presidente uscente

Linguadoca-Rossiglione
| Candidati              | Liste                                            | I turno   | I turno | II turno  | II turno | Seggi |
| Candidati              | Liste                                            | Voti      | %       | Voti      | %        | Seggi |
| ---------------------- | ------------------------------------------------ | --------- | ------- | --------- | -------- | ----- |
| Georges Frêche*        | DVG - PRG - MRC - dissidenti del PS              | 304.810   | 34,28   | 493.210   | 54,19    | 44    |
| Raymond Couderc        | Maggioranza presidenziale                        | 174.523   | 19,63   | 240.534   | 26,43    | 13    |
| France Jamet           | FN                                               | 112.656   | 12,67   | 176.363   | 19,38    | 10    |
| Jean-Louis Roumégas    | EÉ - Cap21                                       | 81.120    | 9,12    |           |          |       |
| René Revol             | FG - NPA - Les Alternatifs - FASE - M'PEP - AdOC | 76.418    | 8,60    |           |          |       |
| Hélène Mandroux        | PS                                               | 68.774    | 7,74    |           |          |       |
| Patrice Drevet         | AEI                                              | 34.430    | 3,87    |           |          |       |
| Christian Jeanjean     | CNI - PLD                                        | 18.017    | 2,03    |           |          |       |
| Jean-Claude Martinez   | PDF                                              | 6.607     | 0,74    |           |          |       |
| Richard Roudier        | BI                                               | 6.086     | 0,68    |           |          |       |
| Liberto Plana          | LO                                               | 5.622     | 0,63    |           |          |       |
| Totale                 | Totale                                           | 889.063   |         | 910.107   |          | 67    |
| Schede bianche e nulle | Schede bianche e nulle                           | 32.469    | 3,52    | 64.544    | 6,62     |       |
| Votanti                | Votanti                                          | 921.532   | 49,73   | 974.651   | 52,60    |       |
| Astensione             | Astensione                                       | 931.427   | 50,26   | 878.392   | 47,40    |       |
| Iscritti               | Iscritti                                         | 1.852.959 |         | 1.853.043 |          |       |

- Lista del Presidente uscente

Limosino
| Candidati               | Liste                                    | I turno | I turno | II turno | II turno | Seggi |
| Candidati               | Liste                                    | Voti    | %       | Voti     | %        | Seggi |
| ----------------------- | ---------------------------------------- | ------- | ------- | -------- | -------- | ----- |
| Jean-Paul Denanot*      | PS ed alleati                            | 106.203 | 38,05   | 140.819  | 47,95    | 27    |
| Ghislaine Jeannot-Pagès | EÉ                                       | 27.178  | 9,74    | 140.819  | 47,95    | 27    |
| Raymond Archer          | Maggioranza presidenziale                | 67.427  | 24,16   | 96.785   | 32,95    | 10    |
| Christian Audouin       | FG - NPA - Les Alternatifs - FASE - AdOC | 36.634  | 13,13   | 56.089   | 19,10    | 6     |
| Nicole Daccord-Gauthier | FN                                       | 21.648  | 7,76    |          |          |       |
| Jean-Jacques Bélézy     | MoDem                                    | 9.950   | 3,57    |          |          |       |
| Jean-Louis Ranc         | AEI                                      | 5.681   | 2,04    |          |          |       |
| Elizabeth Faucon        | LO                                       | 4.366   | 1,56    |          |          |       |
| Totale                  | Totale                                   | 279.087 |         | 293.693  |          | 43    |
| Schede bianche e nulle  | Schede bianche e nulle                   | 15.691  | 5,32    | 19.858   | 6,33     |       |
| Votanti                 | Votanti                                  | 294.778 | 53,79   | 313.551  | 57,24    |       |
| Astensione              | Astensione                               | 253.238 | 46,21   | 234.261  | 42,76    |       |
| Iscritti                | Iscritti                                 | 548.016 |         | 547.812  |          |       |

- Lista del Presidente uscente

Lorena
| Candidati              | Liste                                              | I turno   | I turno | II turno  | II turno | Seggi |
| Candidati              | Liste                                              | Voti      | %       | Voti      | %        | Seggi |
| ---------------------- | -------------------------------------------------- | --------- | ------- | --------- | -------- | ----- |
| Jean-Pierre Masseret*  | PS ed alleati - PCF                                | 227.062   | 34,35   | 375.682   | 50,02    | 46    |
| Daniel Béguin          | EÉ - Cap21                                         | 60.559    | 9,16    | 375.682   | 50,02    | 46    |
| Laurent Hénart         | Maggioranza presidenziale                          | 157.082   | 23,77   | 236.862   | 31,54    | 17    |
| Thierry Gourlot        | FN                                                 | 98.269    | 14,87   | 138.512   | 18,44    | 10    |
| Claude Bellei          | MoDem                                              | 20 901    | 3,16    |           |          |       |
| Annick Martin          | MNR - PDF                                          | 19.847    | 3,00    |           |          |       |
| Philippe Leclercq      | PCF dissidenti - PG - Les Alternatifs - FASE - DVG | 19.833    | 3,00    |           |          |       |
| Jean-Claude Kaas       | AEI                                                | 16.318    | 2,47    |           |          |       |
| Jean-Luc André         | DLR - CNI - Alleanza Centrista                     | 14.861    | 2,25    |           |          |       |
| Jean-Noël Bouet        | NPA                                                | 14.815    | 2,24    |           |          |       |
| Mario Rinaldi          | LO                                                 | 8.544     | 1,29    |           |          |       |
| Victor Villa           | altri                                              | 2.337     | 0,35    |           |          |       |
| Patrice Lefeuvre       | Altri                                              | 504       | 0,08    |           |          |       |
| Totale                 | Totale                                             | 660.932   |         | 751.056   |          | 73    |
| Schede bianche e nulle | Schede bianche e nulle                             | 31.179    | 4,50    | 32.588    | 4,16     |       |
| Votanti                | Votanti                                            | 692.111   | 41,54   | 783.644   | 47,06    |       |
| Astensione             | Astensione                                         | 974.150   | 58,46   | 881.635   | 52,94    |       |
| Iscritti               | Iscritti                                           | 1.666.261 |         | 1.665.279 |          |       |

- Lista del Presidente uscente

Midi-Pirenei
| Candidati              | Liste                     | I turno   | I turno | II turno  | II turno | Seggi |
| Candidati              | Liste                     | Voti      | %       | Voti      | %        | Seggi |
| ---------------------- | ------------------------- | --------- | ------- | --------- | -------- | ----- |
| Martin Malvy*          | PS e alleati              | 415.099   | 40,93   | 705.430   | 67,77    | 69    |
| Gérard Onesta          | EÉ - MEI                  | 136.557   | 13,46   | 705.430   | 67,77    | 69    |
| Christian Picquet      | FG - M'PEP - R&S          | 70.074    | 6,91    | 705.430   | 67,77    | 69    |
| Brigitte Barèges       | Maggioranza presidenziale | 220.625   | 21,75   | 335.512   | 32,23    | 22    |
| Frédéric Cabrolier     | FN                        | 95.693    | 9,44    |           |          |       |
| Arnaud Lafon           | MoDem                     | 38.290    | 3,78    |           |          |       |
| Myriam Martin          | NPA - AdOC                | 29.322    | 2,89    |           |          |       |
| Sandra Torremocha      | LO                        | 8.550     | 0,84    |           |          |       |
| Totale                 | Totale                    | 1.014.210 |         | 1.040.942 |          | 91    |
| Schede bianche e nulle | Schede bianche e nulle    | 40.513    | 3,84    | 67.610    | 6,10     |       |
| Votanti                | Votanti                   | 1.054.723 | 51,75   | 1.108.552 | 54,39    |       |
| Astensione             | Astensione                | 983.383   | 48,25   | 929.481   | 45,61    |       |
| Iscritti               | Iscritti                  | 2.038.106 |         | 2.038.033 |          |       |

- Lista del Presidente uscente

Nord-Passo di Calais
| Candidati              | Liste                      | I turno   | I turno | II turno  | II turno | Seggi |
| Candidati              | Liste                      | Voti      | %       | Voti      | %        | Seggi |
| ---------------------- | -------------------------- | --------- | ------- | --------- | -------- | ----- |
| Daniel Percheron*      | PS e alleati               | 358.204   | 29,16   | 704.049   | 51,89    | 73    |
| Alain Bocquet          | FG - Les Alternatifs - DVG | 132.435   | 10,78   | 704.049   | 51,89    | 73    |
| Jean-François Caron    | EÉ - AEI                   | 126.982   | 10,34   | 704.049   | 51,89    | 73    |
| Valérie Létard         | Maggioranza presidenziale  | 233.366   | 19,00   | 351.509   | 25,91    | 22    |
| Marine Le Pen          | FN                         | 224.871   | 18,31   | 301.201   | 22,20    | 18    |
| Olivier Henno          | MoDem                      | 48.245    | 3,93    |           |          |       |
| François Dubout        | CNI                        | 37.051    | 3,02    |           |          |       |
| Pascale Montel         | NPA                        | 36.870    | 3,00    |           |          |       |
| Eric Pecqueur          | LO                         | 17.693    | 1,44    |           |          |       |
| Mickaël Poillion       | JA                         | 12.648    | 1,03    |           |          |       |
| Totale                 | Totale                     | 1.228.365 |         | 1.356.759 |          | 113   |
| Schede bianche e nulle | Schede bianche e nulle     | 48.819    | 3,82    | 55.300    | 3,92     |       |
| Votanti                | Votanti                    | 1.277.184 | 44,50   | 1.412.059 | 49,16    |       |
| Astensione             | Astensione                 | 1.593.097 | 55,50   | 1.460.255 | 50,84    |       |
| Iscritti               | Iscritti                   | 2.870.281 |         | 2.872.314 |          |       |

- Lista del Presidente uscente

Alta Normandia
| Candidati              | Liste                     | I turno   | I turno | II turno  | II turno | Seggi |
| Candidati              | Liste                     | Voti      | %       | Voti      | %        | Seggi |
| ---------------------- | ------------------------- | --------- | ------- | --------- | -------- | ----- |
| Alain Le Vern*         | PS e alleati              | 199.345   | 34,87   | 346.633   | 55,10    | 37    |
| Claude Taleb           | EÉ - Cap21                | 52.164    | 9,12    | 346.633   | 55,10    | 37    |
| Sébastien Jumel        | FG - R&S                  | 47.959    | 8,39    | 346.633   | 55,10    | 37    |
| Bruno Le Maire         | Maggioranza presidenziale | 142.927   | 25,00   | 193.126   | 30,70    | 12    |
| Nicolas Bay            | FN                        | 67.419    | 11,79   | 89.332    | 14,20    | 6     |
| Danielle Jeanne        | MoDem                     | 16.460    | 2,88    |           |          |       |
| Christine Poupin       | NPA                       | 14.633    | 2,56    |           |          |       |
| Brigitte Briere        | DLR - CNI                 | 10.237    | 1,79    |           |          |       |
| Carl Lang              | PDF                       | 8.363     | 1,46    |           |          |       |
| Bernard Frau           | AEI                       | 6.487     | 1,13    |           |          |       |
| Gisèle Lapeyre         | LO                        | 5.686     | 0,99    |           |          |       |
| Totale                 | Totale                    | 571.680   |         | 629.091   |          | 55    |
| Schede bianche e nulle | Schede bianche e nulle    | 21.432    | 3,61    | 23.373    | 3,58     |       |
| Votanti                | Votanti                   | 593.103   | 46,38   | 652.464   | 51,00    |       |
| Astensione             | Astensione                | 685.811   | 53,62   | 626.954   | 49,00    |       |
| Iscritti               | Iscritti                  | 1.278.914 |         | 1.279.418 |          |       |

- Lista del Presidente uscente

Bassa Normandia
| Candidati              | Liste                     | I turno   | I turno | II turno  | II turno | Seggi |
| Candidati              | Liste                     | Voti      | %       | Voti      | %        | Seggi |
| ---------------------- | ------------------------- | --------- | ------- | --------- | -------- | ----- |
| Laurent Beauvais*      | PS - PRG - PCF            | 156.959   | 32,56   | 296.128   | 57,15    | 32    |
| François Dufour        | EÉ                        | 57.879    | 12,01   | 296.128   | 57,15    | 32    |
| Jean-François Le Grand | Maggioranza presidenziale | 133.451   | 27,68   | 222.018   | 42,85    | 15    |
| Rodolphe Thomas        | MoDem                     | 42.924    | 8,90    |           |          |       |
| Valérie Dupont         | FN                        | 41.938    | 8,70    |           |          |       |
| Christine Coulon       | NPA - PG                  | 24.044    | 4,99    |           |          |       |
| Fernand Le Rachinel    | PDF                       | 17.888    | 3,71    |           |          |       |
| Pierre Casevitz        | LO                        | 6.985     | 1,45    |           |          |       |
| Totale                 | Totale                    | 482.068   |         | 518.146   |          | 47    |
| Schede bianche e nulle | Schede bianche e nulle    | 20.103    | 4,00    | 30.414    | 5,54     |       |
| Votanti                | Votanti                   | 502.171   | 47,07   | 548.560   | 51,42    |       |
| Astensione             | Astensione                | 564.800   | 52,93   | 518.289   | 48,58    |       |
| Iscritti               | Iscritti                  | 1.066.971 |         | 1.066.849 |          |       |

- Lista del Presidente uscente

Paesi della Loira
| Candidati              | Liste                                   | I turno   | I turno | II turno  | II turno | Seggi |
| Candidati              | Liste                                   | Voti      | %       | Voti      | %        | Seggi |
| ---------------------- | --------------------------------------- | --------- | ------- | --------- | -------- | ----- |
| Jacques Auxiette*      | PS e alleati                            | 405.105   | 34,36   | 702.188   | 56,39    | 63    |
| Jean-Philippe Magnen   | EÉ - Cap21                              | 160.831   | 13,64   | 702.188   | 56,39    | 63    |
| Christophe Béchu       | Maggioranza presidenziale               | 386.479   | 32,78   | 542.989   | 43,61    | 30    |
| Brigitte Neveux        | FN                                      | 83.159    | 7,05    |           |          |       |
| Marc Gicquel           | FG - NPA - Les Alternatifs - FASE - R&S | 58.901    | 5,00    |           |          |       |
| Patricia Gallerneau    | MoDem - AEI                             | 53.879    | 4,57    |           |          |       |
| Eddy Le Beller         | LO                                      | 18.861    | 1,60    |           |          |       |
| Jacky Flippot          | REG (PB AEI)                            | 11.670    | 0,99    |           |          |       |
| Totale                 | Totale                                  | 1.178.885 |         | 1.245.177 |          | 93    |
| Schede bianche e nulle | Schede bianche e nulle                  | 52.859    | 4,21    | 76.198    | 5,77     |       |
| Votanti                | Votanti                                 | 1.230.744 | 48,23   | 1.321.375 | 51,78    |       |
| Astensione             | Astensione                              | 1.321.022 | 51,77   | 1.230.519 | 48,22    |       |
| Iscritti               | Iscritti                                | 2.551.766 |         | 2.551.894 |          |       |

- Lista del Presidente uscente

Piccardia
| Candidati              | Liste                             | I turno   | I turno | II turno  | II turno | Seggi |
| Candidati              | Liste                             | Voti      | %       | Voti      | %        | Seggi |
| ---------------------- | --------------------------------- | --------- | ------- | --------- | -------- | ----- |
| Claude Gewerc*         | PS e alleati                      | 153.044   | 26,64   | 310.672   | 48,28    | 35    |
| Christophe Porquier    | EÉ                                | 57.343    | 9,98    | 310.672   | 48,28    | 35    |
| Caroline Cayeux        | Maggioranza presidenziale         | 149.007   | 25,94   | 208.673   | 32,43    | 14    |
| Michel Guiniot         | FN                                | 90.802    | 15,81   | 124.177   | 19,30    | 8     |
| Maxime Gremetz         | Dissidenti del PCF                | 35.643    | 6,20    |           |          |       |
| Thierry Aury           | FG - Les Alternatifs - PCOF - DVG | 30.721    | 5,35    |           |          |       |
| France Mathieu         | MoDem - AEI - Cap21               | 21.486    | 3,74    |           |          |       |
| Sylvain Desbureaux     | NPA                               | 17.269    | 3,01    |           |          |       |
| Thomas Joly            | PDF - MNR                         | 11.624    | 2,02    |           |          |       |
| Roland Szpirko         | LO                                | 7.555     | 1,32    |           |          |       |
| Totale                 | Totale                            | 574.494   |         | 643.522   |          | 57    |
| Schede bianche e nulle | Schede bianche e nulle            | 27.733    | 4,61    | 32.327    | 2,45     |       |
| Votanti                | Votanti                           | 602.227   | 45,57   | 675.849   | 51,16    |       |
| Astensione             | Astensione                        | 719.286   | 54,43   | 645.218   | 48,84    |       |
| Iscritti               | Iscritti                          | 1.321.513 |         | 1.321.067 |          |       |

- Lista del Presidente uscente

Poitou-Charentes
| Candidati                        | Liste                        | I turno   | I turno | II turno  | II turno | Seggi |
| Candidati                        | Liste                        | Voti      | %       | Voti      | %        | Seggi |
| -------------------------------- | ---------------------------- | --------- | ------- | --------- | -------- | ----- |
| Ségolène Royal*                  | PS - PRG - MRC -             | 240.885   | 38,98   | 392.292   | 60,61    | 39    |
| Françoise Coutant                | EÉ                           | 73.644    | 11,92   | 392.292   | 60,61    | 39    |
| Dominique Bussereau              | Maggioranza presidenziale    | 182.011   | 29,45   | 254.910   | 39,39    | 16    |
| Jean-Marc de Lacoste-Lareymondie | FN                           | 47.728    | 7,72    |           |          |       |
| Gisèle Jean                      | FG - PCOF - M'PEP            | 28.801    | 4,66    |           |          |       |
| Pascal Monier                    | MoDem - AEI                  | 26.980    | 4,37    |           |          |       |
| Myriam Rossignol                 | NPA - Les Alternatifs - FASE | 11.431    | 1,85    |           |          |       |
| Ludovic Gaillard                 | LO                           | 6.450     | 1,04    |           |          |       |
| Totale                           | Totale                       | 618.010   |         | 647.202   |          | 55    |
| Schede bianche e nulle           | Schede bianche e nulle       | 25.419    | 3,95    | 39.797    | 5,79     |       |
| Votanti                          | Votanti                      | 643.349   | 50,09   | 686.999   | 53,49    |       |
| Astensione                       | Astensione                   | 641.143   | 49,91   | 597.412   | 46,51    |       |
| Iscritti                         | Iscritti                     | 1.284.492 |         | 1.284.411 |          |       |

- Lista del Presidente uscente

Provenza-Alpi-Costa Azzurra
| Candidati              | Liste                        | I turno   | I turno | II turno  | II turno | Seggi |
| Candidati              | Liste                        | Voti      | %       | Voti      | %        | Seggi |
| ---------------------- | ---------------------------- | --------- | ------- | --------- | -------- | ----- |
| Thierry Mariani        | Maggioranza presidenziale    | 388.365   | 26,60   | 559.381   | 33,02    | 30    |
| Michel Vauzelle*       | PS e alleati                 | 376.601   | 25,80   | 747.297   | 44,11    | 72    |
| Laurence Vichnievsky   | EÉ - Cap21                   | 159.426   | 10,92   | 747.297   | 44,11    | 72    |
| Jean-Marc Coppola      | FG                           | 89.256    | 6,11    | 747.297   | 44,11    | 72    |
| Jean-Marie Le Pen      | FN                           | 296.283   | 20,30   | 387.481   | 22,87    | 21    |
| Jacques Bompard        | BI - PDF - MNR               | 39.284    | 2,69    |           |          |       |
| Catherine Levraud      | MoDem                        | 36.699    | 2,51    |           |          |       |
| Patrice Miran          | AEI                          | 34.076    | 2,33    |           |          |       |
| Pierre Godard          | NPA - Les Alternatifs - FASE | 30.814    | 2,11    |           |          |       |
| Isabelle Bonnet        | LO                           | 9.028     | 0,62    |           |          |       |
| Totale                 | Totale                       | 1.459.832 |         | 1.694.159 |          | 123   |
| Schede bianche e nulle | Schede bianche e nulle       | 42.128    | 2,80    | 53.238    | 3,05     |       |
| Votanti                | Votanti                      | 1.501.960 | 44,87   | 1.747.397 | 52,21    |       |
| Astensione             | Astensione                   | 1.845.298 | 55,13   | 1.599.747 | 47,79    |       |
| Iscritti               | Iscritti                     | 3.347.258 |         | 3.347.144 |          |       |

- Lista del Presidente uscente

Rodano-Alpi
| Candidati              | Liste                             | I turno   | I turno | II turno  | II turno | Seggi |
| Candidati              | Liste                             | Voti      | %       | Voti      | %        | Seggi |
| ---------------------- | --------------------------------- | --------- | ------- | --------- | -------- | ----- |
| Françoise Grossetête   | Maggioranza presidenziale         | 450.914   | 26,39   | 666.428   | 34,02    | 40    |
| Jean-Jack Queyranne*   | PS e alleati                      | 433.964   | 25,40   | 994.372   | 50,76    | 100   |
| Philippe Meirieu       | EÉ                                | 304.541   | 17,82   | 994.372   | 50,76    | 100   |
| Élisa Martin           | FG - Les Alternatifs - PCOF - DVG | 107.761   | 6,31    | 994.372   | 50,76    | 100   |
| Bruno Gollnisch        | FN                                | 239.330   | 14,00   | 298.281   | 15,23    | 17    |
| Azouz Begag            | MoDem                             | 73.920    | 4,33    |           |          |       |
| Myriam Combet          | NPA                               | 41.539    | 2,43    |           |          |       |
| Michel Dulac           | altre liste                       | 32.467    | 1,90    |           |          |       |
| Nathalie Arthaud       | LO                                | 24.287    | 1,42    |           |          |       |
| Totale                 | Totale                            | 1.708.877 |         | 1.959.081 |          | 157   |
| Schede bianche e nulle | Schede bianche e nulle            | 58.372    | 3,24    | 68.453    | 3,38     |       |
| Votanti                | Votanti                           | 1.765.929 | 43,13   | 2.027.534 | 49,52    |       |
| Astensione             | Astensione                        | 2.328.240 | 56,87   | 2.067.099 | 50,48    |       |
| Iscritti               | Iscritti                          | 4.092.169 |         | 4.094.633 |          |       |

- Lista del Presidente uscente

Regioni d'oltremare
Guadalupa
| Candidati              | Liste                         | Voti    | %     | Seggi |
| ---------------------- | ----------------------------- | ------- | ----- | ----- |
| Victorin Lurel*        | PS - PPDG - Verdi - MoDem     | 78.261  | 56,51 | 31    |
| Blaise Aldo            | Maggioranza presidenziale     | 19.405  | 14,01 | 4     |
| Éric Jalton            | DVG - GUSR - PCG - PSG - UPLG | 17.175  | 12,40 | 4     |
| Cédric Cornet          | CDI                           | 9.634   | 6,96  | 2     |
| Jean-Marie Nomertin    | LO - CO                       | 3.911   | 2,82  |       |
| Jeanny Marc            | Dissidenti del GUSR           | 3.903   | 2,82  |       |
| Octavie Losio          | DVD (Nofwap)                  | 2.871   | 2,07  |       |
| Alain Plaisir          | CIPPA                         | 1.958   | 1,41  |       |
| Alain Lesueur          | DVG                           | 1.377   | 0,99  |       |
| Totale                 | Totale                        | 138.495 |       | 41    |
| Schede bianche e nulle | Schede bianche e nulle        | 7.007   | 4,81  |       |
| Votanti                | Votanti                       | 145.502 | 49,81 |       |
| Astensione             | Astensione                    | 146.597 | 50,19 |       |
| Iscritti               | Iscritti                      | 292.099 |       |       |

- Lista del Presidente uscente

Guyana francese
| Candidati                  | Liste                     | I turno | I turno | II turno | II turno | Seggi |
| Candidati                  | Liste                     | Voti    | %       | Voti     | %        | Seggi |
| -------------------------- | ------------------------- | ------- | ------- | -------- | -------- | ----- |
| Rodolphe Alexandre         | Maggioranza presidenziale | 12.202  | 40,61   | 19.152   | 56,11    | 21    |
| Christiane Taubira         | Walwari MDES              | 6.916   | 23,02   | 14.982   | 43,89    | 10    |
| Gabriel Serville*          | PSG                       | 1.845   | 6,14    | 14.982   | 43,89    | 10    |
| José Gaillou               | EÉ                        | 1.582   | 5,27    | 14.982   | 43,89    | 10    |
| Chantal Berthelot          | DVG                       | 1.532   | 5,10    | 14.982   | 43,89    | 10    |
| Joëlle Prévôt-Madère       | autonomisti DVD           | 2.225   | 7,41    |          |          |       |
| Gil Horth                  | FDG                       | 1.443   | 4,80    |          |          |       |
| Roger Arel                 | DVD                       | 1.274   | 4,24    |          |          |       |
| Gilbert Fossé              | autonomisti DVD           | 725     | 2,41    |          |          |       |
| Léon Jean-Baptiste-Édouard | PS                        | 301     | 1,00    |          |          |       |
| Totale                     | Totale                    | 30.045  |         | 34.134   |          | 31    |
| Schede bianche e nulle     | Schede bianche e nulle    | 911     | 2,94    | 1.198    | 3,39     |       |
| Votanti                    | Votanti                   | 30.956  | 44,44   | 35.332   | 50,72    |       |
| Astensione                 | Astensione                | 38.701  | 55,56   | 34.332   | 49,28    |       |
| Iscritti                   | Iscritti                  | 69.657  |         | 69.664   |          |       |

- Lista del Presidente uscente

Martinica
| Candidati                | Liste                     | I turno | I turno | II turno | II turno | Seggi |
| Candidati                | Liste                     | Voti    | %       | Voti     | %        | Seggi |
| ------------------------ | ------------------------- | ------- | ------- | -------- | -------- | ----- |
| Serge Letchimy           | PPM                       | 51.793  | 40,02   | 78.057   | 48,32    | 26    |
| Alfred Marie-Jeanne*     | MIM                       | 41.642  | 32,18   | 66.309   | 41,05    | 12    |
| André Lesieur            | Maggioranza presidenziale | 13.586  | 10,50   | 17.173   | 10,63    | 3     |
| Madeleine de Grandmaison | RDM                       | 8.875   | 6,86    |          |          |       |
| Pierre Samot             | BPM                       | 5.131   | 3,96    |          |          |       |
| Ghislaine Joachim-Arnaud | CO                        | 3.514   | 2,72    |          |          |       |
| Guy Lordinot             | DVG                       | 2.446   | 1,89    |          |          |       |
| Max Orville              | MoDem                     | 1.350   | 1,04    |          |          |       |
| Jean-Claude Granier      | Autonomisti DVD           | 1.082   | 0,84    |          |          |       |
| Totale                   | Totale                    | 129.343 |         | 161.539  |          | 41    |
| Schede bianche e nulle   | Schede bianche e nulle    | 4.547   | 3,39    | 4.425    | 2,67     |       |
| Votanti                  | Votanti                   | 133.966 | 44,47   | 165.964  | 55,33    |       |
| Astensione               | Astensione                | 167.278 | 55,53   | 133.969  | 44,67    |       |
| Iscritti                 | Iscritti                  | 301.244 |         | 299.933  |          |       |

- Lista del Presidente uscente

Réunion
| Candidati              | Liste                               | I turno | I turno | II turno | II turno | Seggi |
| Candidati              | Liste                               | Voti    | %       | Voti     | %        | Seggi |
| ---------------------- | ----------------------------------- | ------- | ------- | -------- | -------- | ----- |
| Paul Vergès*           | L'Alleanza (PCR - Free Dom - MoDem) | 71.638  | 30,22   | 112.201  | 35,55    | 12    |
| andré Thien-Ah-Koon    | DVD                                 | 12.734  | 5,37    | 112.201  | 35,55    | 12    |
| Didier Robert          | Maggioranza presidenziale           | 62.643  | 26,43   | 143.485  | 45,46    | 27    |
| Nadia Ramassamy        | autononisti DVD- aMPR               | 14.023  | 5,92    | 143.485  | 45,46    | 27    |
| Michel Vergoz          | PS                                  | 30.970  | 13,07   | 59.933   | 18,99    | 6     |
| Jean-Paul Virapoullé   | DVD                                 | 15.959  | 6,73    |          |          |       |
| Eric Magamootoo        | Autonomisti DVD                     | 11.818  | 4,99    |          |          |       |
| Vincent Defaud         | EÉ                                  | 11.700  | 4,94    |          |          |       |
| Aniel Boyer            | NR                                  | 2.097   | 0,88    |          |          |       |
| Jean-Yves Payet        | LO                                  | 1.945   | 0,82    |          |          |       |
| Johny Arnachellum      | Autonomisti DVD                     | 1.269   | 0,54    |          |          |       |
| Daniel Pouny           | DVD autonomiste - UDR               | 231     | 0,10    |          |          |       |
| Totale                 | Totale                              | 236.857 |         | 315.619  |          | 45    |
| Schede bianche e nulle | Schede bianche e nulle              | 12.161  | 4,88    | 13.038   | 3,97     |       |
| Votanti                | Votanti                             | 249.188 | 45,27   | 328.657  | 59,70    |       |
| Astensione             | Astensione                          | 301.211 | 54,73   | 221.892  | 40,30    |       |
| Iscritti               | Iscritti                            | 550.399 |         | 550.549  |          |       |

- Lista del Presidente uscente